# 王伯当

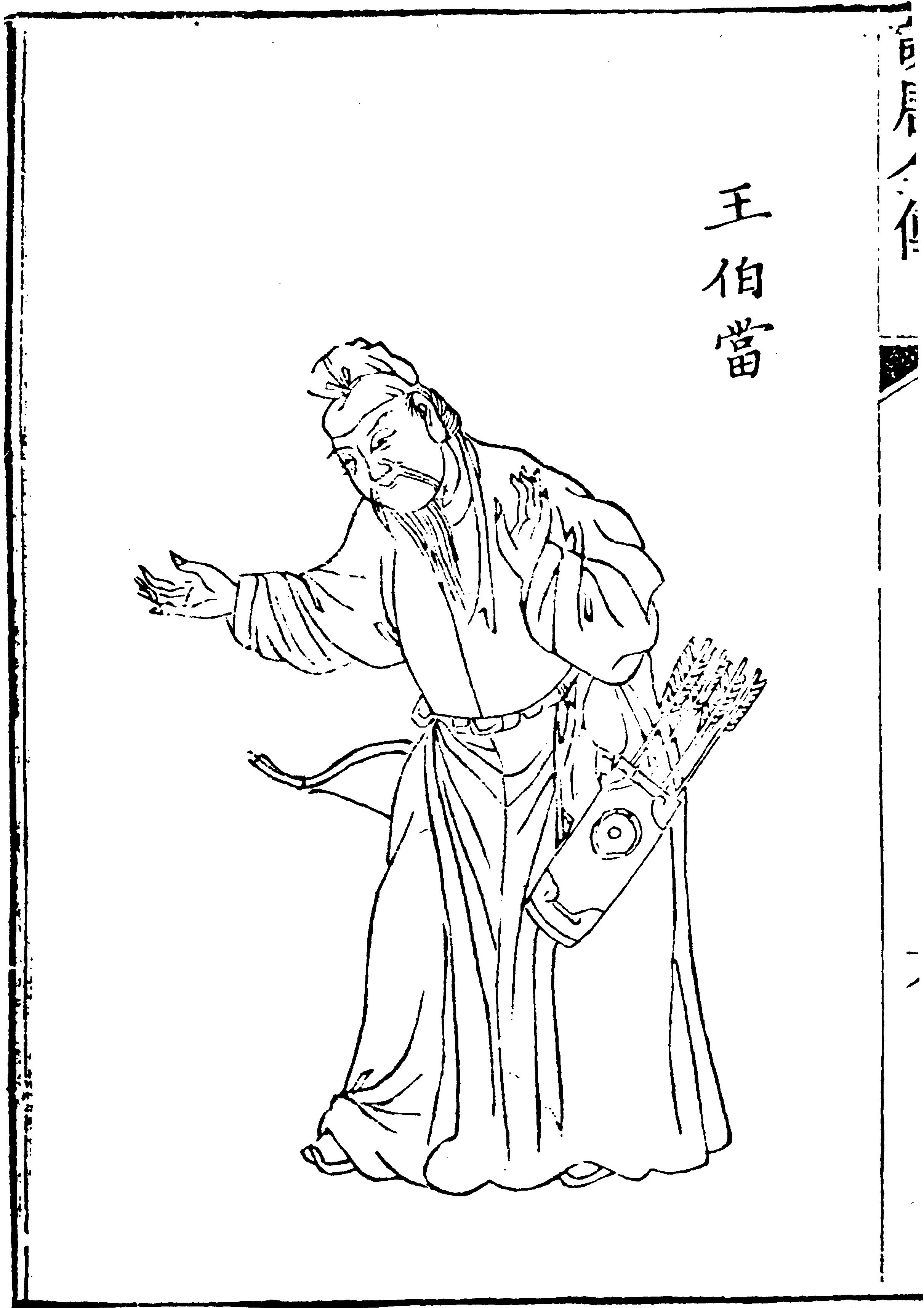
王伯当（説唐演義全伝）

王 伯当（おう はくとう、生年不詳 - 619年1月20日（武徳元年12月30日）は、中国の隋末唐初の人物。滎陽郡浚儀県（現在の河南省開封市蘭考県）出身。隋末の群雄李密に仕えた。

## 生涯
隋の末年に衆を擁して群盗となった。
大業9年（613年）の楊玄感の乱で参謀を務めていた李密が雍丘に逃れてくると、王伯当は彼を匿った。東郡で勢力を張っていた群盗の首領・翟譲に対し、李密を推戴するよう徐世勣とともに説得した。
翟譲は李密を配下に加えたが、李密が楊玄感の旧臣であったため営舎の外に監禁した。王伯当は李密の献策を翟譲に伝え、彼を釈放させた。
大業12年（616年）10月、隋将張須陀の討伐軍を李密・翟譲・徐世勣と協力して包囲撃滅し、張須陀を斬った（大海寺の戦い）。
大業13年（617年）2月、越王楊侗が派遣した劉長恭・房崱を、李密・単雄信・徐世勣の騎馬隊とともに急激して破った（石子河の戦い）。
同年11月、翟譲が粛清されると、翟譲の士卒は王伯当・単雄信・徐世勣の所属となる。
同年12月、洛口倉城を夜襲した王世充を、総管の魯儒とともに打ち破った。隋将の費青奴を斬り、隋兵の多くを戦死・溺死させた。
武徳元年（618年）9月の王世充との戦いでは金鏞城の守備についたが、李密が北邙山で敗れて偃師城・洛口倉城を失うと（邙山の戦い（618年））、金鏞城を放棄して河陽に移った。その後、李密も河陽に入り、敗戦の責から自刎してみなに詫びたいと王伯当に告げた。王伯当は彼を抱き留めて号泣し、ひどく悲痛した。唐の李淵に帰順することが決まると、李密は王伯当の家柄を考慮し、敗残者となった自分には同行しないことを勧めた。王伯当は「昔、漢の高祖（劉邦）が項羽を討つ時、蕭何は子弟を率いて従いました。伯当は兄弟全員で公に従えなかったことを恨み、恥じていたのです。公が今、戦いに敗れたからといって去就を軽んじることができるでしょうか。たとえこの身が原野に散ろうとも喜んで従います」と言った。
同年10月、唐に帰順して左武衛将軍となった。同年12月、李密が黎陽へ派遣されるにあたり副将として従ったが、桃林県まで来ると李密は李淵から再び呼び出され、非常に恐れて謀叛を企てた。王伯当は強く引き留めたものの聞き入れられず、こう言った。「義士の志は、存亡の危機に陥ろうとも決して揺らぐことはありません。伯当は、公から受けた礼遇に命をもって報いる決意です。公はきっと聞き入れないでしょうから、今はただ共に去り、生死を委ねます。しかし、結局のところ何の役にも立てないことを恐れているのです」。その後、李密と共に桃林県を占拠し、畜産を奪い脱出。南山を南東に進んでいたが、彼らを追跡していた唐将の盛彦師の襲撃にあい、李密ともども殺された。その首は長安に送られた。